# Oligonyx
Oligonyx es un género de mantis (insecto del orden Mantodea) de la familia Thespidae. 

## Especies
Contiene las siguientes especie:
- Oligonyx bicornis
- Oligonyx bidens
- Oligonyx dohrnianus
- Oligonyx insularis
- Oligonyx maya